# Хакка (танец)

Анимация

Хакка (нидерл. Hakken, также  Hakkuh) — стиль танца, появившийся в Нидерландах, в 1990-х годах как атрибут молодёжной субкультуры хардкора (габбы).

## История
Хакка появилась в Нидерландах в 1990-х годах практически вместе с появлением самого музыкального стиля хардкор (габба). Кто его придумал, доподлинно неизвестно.
Танец получил широкое распространение среди габберов (любителей музыки в стиле хардкор) не только в Нидерландах, но и многих других странах, в числе которых Бельгия, Германия, Италия, и др.

## Особенности
Темп композиций, под которые исполняется хакка — от 150 до 300 ударов в минуту. При этом танец ориентирован на мейнстримовое звучание хардкора.
Хакка включает в себя ряд базовых движений, а также долю импровизации.
Базовая часть Хаки представляет собой повторяющиеся в виде коротких шагов переступания ног с частотой главных басовых ударов композиции. Периодически переступания сменяются забрасыванием одной ноги за другую. При этом руки совершают свободные импровизационные движения, обыгрывающие ритмический рисунок или мелодию.